# МКС-62
МКС-62 — шестьдесят вторая долговременная экспедиция Международной космической станции (МКС), которая началась в момент отстыковки корабля «Союз МС-13» 6 февраля 2020, 05:50 UTC. Экспедицию начал экипаж из трёх человек, перешедших из экспедиции МКС-61. 9 апреля 2020 года, 14:13 UTC экспедиция пополнилась тремя членами экипажа корабля «Союз МС-16». Завершилась экспедиция 17 апреля 2020 года, 01:53 UTC в момент отстыковки корабля «Союз МС-15».

## Экипаж
| Должность   | 6 февраля — 9 апреля 2020 | 9—17 апреля 2020  | № полёта | Корабль доставки |
| ----------- | ------------------------- | ----------------- | -------- | ---------------- |
| Командир    | Олег Скрипочка            | Олег Скрипочка    | 3        | Союз МС-15       |
| Бортинженер | Джессика Меир             | Джессика Меир     | 1        | Союз МС-15       |
| Бортинженер | Эндрю Морган              | Эндрю Морган      | 1        | Союз МС-13       |
| Бортинженер |                           | Кристофер Кэссиди | 3        | Союз МС-16       |
| Бортинженер |                           | Анатолий Иванишин | 3        | Союз МС-16       |
| Бортинженер |                           | Иван Вагнер       | 1        | Союз МС-16       |

19 февраля 2020 года было официально объявлено, что российские члены основного экипажа пилотируемого корабля «Союз МС-16» — космонавты Роскосмоса Николай Тихонов и Андрей Бабкин заменены на дублеров по медицинским показаниям. Командиром основного экипажа корабля «Союз МС-16» назначен Анатолий Иванишин, бортинженером Иван Вагнер. Астронавт NASA Крис Кэссиди продолжил подготовку к полету в соответствии с установленным планом.

## Ход экспедиции

### Принятые грузовые корабли
- Cygnus CRS NG-13, запуск 15.02.2020, стыковка 18.02.2020, отстыковка 22.05.2020
- SpaceX CRS-20, запуск 07.03.2020, стыковка 09.03.2020, отстыковка и возвращение на Землю 07.04.2020